# Гребля Субелла
Гребля Субелла (Soubella) – гідротехнічна споруда на півночі Алжиру.
Греблю спорудили в другій половині 2010-х на уеді Субелла, який стікає з південних схилів Тель-Атласу та відноситься до безстічного басейну солоного озера Шотт-ель-Ходна. Водозбірний басейн вище від споруди складає 185 км2, а її головним призначенням є водопостачання та зрошення.
В межах проекту долину уеду перекрили земляною греблею із глиняним ядром висотою 67 метрів, довжиною 265 метрів та шириною по гребеню 10 метрів. 
Гребля утворила водосховище об’ємом до 18 млн м3.